# Ставчанская сельская община
Ставчанская сельская община (укр. Ставчанська сільська громада) — территориальная община в Черновицком районе Черновицкой области Украины.
Административный центр — село Ставчаны.
Население составляет 6756 человека. Площадь — 74,5 км².
В соответствии с распоряжением Кабинета Министров Украины от 12 июня 2020 года, в состав общины вошла территория Малятинецкого, Ставчанского, Хлевищенского, Шишковецкого и Южинецкого сельских советов упразднённого Кицманского района

## Населённые пункты
В состав общины входит 5 сёл:
- Ставчаны
- Малятинецкий старостинский округ:
  - Малятинцы
- Хлевищенский старостинский округ:
  - Хлевище
- Шишковецкий старостинский округ:
  - Шишковцы
- Южинецкий старостинский округ:
  - Южинец